# Nazionale maschile di pallacanestro del Brunei
La nazionale di pallacanestro del Brunei è la rappresentativa cestistica del Brunei ed è posta sotto l'egida della Federazione cestistica del Brunei.

## Nazionali giovanili
- Nazionale Under-18
- Nazionale Under-16